# ادوارد براون
ادوارد گرانویل براون (به انگلیسی: Edward Granville Browne؛ زادهٔ ۷ فوریهٔ ۱۸۶۲ – درگذشتهٔ ۵ ژانویهٔ ۱۹۲۶) که با نام ادوارد براون شناخته می‌شود، شرق‌شناس و ایران‌شناسِ بریتانیایی بود. او کتاب‌های زیادی در تاریخ و ادبیاتِ ایران نگاشت.

## زندگی
ادوارد گرانویل براون در ۷ فوریهٔ ۱۸۶۲ در گلاسترشر در جنوب انگلستان و در خانواده‌ای ثروتمند به دنیا آمد. پدرش سر بنجامین براون، کارخانهٔ کشتی‌سازی داشت و مادرش اهل نورثمبری بود. براون تحصیلات دانشگاهی خود را در کالج ایتن آغاز کرد. پدر می‌خواست که پسرش رشتهٔ مهندسی را ادامه دهد؛ ولی ادوارد بیشتر به پزشکی علاقه داشت و سرانجام در سال ۱۸۷۹ در دانشگاه کمبریج به تحصیل در این رشته پرداخت.
براون در سال ۱۸۷۷، هنگامی که تنها پانزده سال داشت، اخبار جنگ میان امپراتوری عثمانی و امپراتوری روسیه را می‌شنید و همین امر باعث کنجکاوی و علاقهٔ او به خاورمیانه شد. او در این جنگ بنا به ویژگی‌های شخصیتی‌اش، جانب طرفی را می‌گرفت که در بریتانیا کمتر محبوب بود، یعنی ترک‌ها. در این مقطع بود که مطالعات خاورشناسی خود را آغاز کرد. ابتدا زبان ترکی را فراگرفت و سپس فارسی و عربی. ادوارد علاقه‌ای به مباحث زبان‌شناسی نداشت و شیوهٔ زبان‌آموزی‌اش کاملاً عملی بود؛ یعنی هر متنی را که می‌توانست پیدا کند می‌خواند، با متخصصان مشورت می‌کرد و از معاشرت با سخنگویان مادری آن زبان نهایت بهره را می‌برد. این شیوهٔ زبان‌آموزی او، بنا به قضاوت هم‌عصران و آثار منتشرشدهٔ او، به طرز شگفت‌انگیزی موفقیت‌آمیز بود.
پس از فارغ‌التحصیلی از دانشگاه کمبریج در سال ۱۸۸۲، پدر براون او را راضی کرد که تحصیلات پزشکی‌اش را ادامه بدهد و در ازای آن، او را به سفر تابستانی به استانبول فرستاد. براون سه سال بعد را صرف تحصیل، کارورزی و طبابت کرد و هروقت فرصتی دست می‌داد، علاقهٔ شخصی‌اش یعنی مطالعات خاورشناسی را هم دنبال می‌کرد. در ۱۸۸۷، براون مدارج پزشکی‌اش را کامل کرد و از کالج کمبریج هم فلوشیپ گرفت که به او امکان داد که یک سال را در ایران بگذراند؛ چرا که در آن زمان بی‌تردید مطالعات ایران‌شناسی بود که تمام توجه او را به خود جلب کرده بود. همین دیدار از ایران بود که کتاب درخشان یک سال در میان ایرانیان را ایجاد کرد که علیرغم عنوان، رویکرد و سبک رومانتیک و قدیمی‌ای که دارد، همچنان یکی از منابع کلاسیک محسوب می‌شود. این کتاب اولین بار در سال ۱۸۹۳ میلادی منتشر شد و تاکنون بارها توسط ناشران مختلف منتشر شده‌است.
پس از بازگشت به بریتانیا در سال ۱۸۸۸، زندگی براون تقریباً به کلی در کمبریج می‌گذشت و رویداد چندانی نداشت. او اولین استاد زبان فارسی در این دانشگاه بود و از سال ۱۹۰۲ تا زمان مرگش، استاد «کرسی سر توماس آدامز» در زبان عربی نیز بود. براون در سال ۱۹۰۶ با آلیس بلک‌برن-دنیل ازدواج کرد که زنی کاتولیک و مرفه بود. همین ازدواج باعث همدلی سربسته اما سخاوتمندانهٔ براون نسبت به کاتولیسیسم و آرمان استقلال ایرلند شد. حاصل این ازدواج دو پسر بود که هیچ‌یک علائق پدرشان را دنبال نکردند. پاتریک براون یکی از این دو پسر بود که در بریتانیا قاضی بود و در سال ۱۹۹۶ درگذشت.

### اخذ لقب مظهرعلی
براون در سال ۱۸۸۵ میلادی در لندن با حاجی پیرزاده نائینی، از عارفانِ روشنفکر و جهانگرد دوران قاجاریه آشنایی و خصوصیت پیدا می‌کند و از پیرزاده لقب مظهرعلی را اخذ می‌کند و کسوت دراویش را به اهدا می‌گیرد، که پس از آن، براون در دیدارهایش با ایرانیان با آن کسوت و در تام مکاتباتش با ایرانیان، از آن نام استفاده و نوشته‌هایش در مورد ایران را با آن لقب امضا می‌کرد.
در قبال آن خصوصیت، ادوارد براون، پیرزاده را راهنمای طریقت، مخزن الاسرار حقیقت و پیر سالکان طریقت خطاب می‌کرد. این آشنایی باعث می‌شود که براون نه تنها از ایران شناخت بیشتری پیدا کند، بلکه پس از آن، بروان از وزارت امور خارجه انگلستان درخواست می‌کند که او را در عضویت خود قرار دهد و با سمت کنسولی در سفارت بریتانیا، برای یک سال، به تهران فرستاده شود.

### سفر به ایران
در سال ۱۸۸۸ برای گردشگری، مطالعه، و پژوهش رهسپار ایران قاجاری شد و در زندگی یک‌سالهٔ خود در ایران، با مردم ایران و آداب و اخلاق ایرانیان آشنا شد و زبان فارسی را به‌خوبی فراگرفت. کتاب یک سال در میان ایرانیان حاصل این سفر و بیان دیده‌ها و آموخته‌های او در این دوران است.
براون پس از بازگشت، در دانشگاه کمبریج به تدریس زبان و تاریخ و ادب فارسی و تحقیق در جریان‌های فکری و نهضت‌های اجتماعی ایران مشغول شد و این راهی بود که تا پایان عمر در آن باقی ماند. در ۱۹۰۲ پس از درگذشت ایران‌شناس معروف، شارل ریو، ریاست دانشکده مطالعات شرقی و آفریقایی به او داده شد و در ضمنِ طبع و نشر دورهٔ پنج‌جلدیِ تاریخ شعر عثمانی، نوشته ا.ج.و. گیب، ادارهٔ امور علمی انتشارات مجموعه یادبود گیب نیز به او سپرده شد.

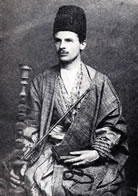
تصویری از ادوارد براون در جوانی

در دو دهه یکم و دوم سده ۲۰ میلادی که حرکت‌های آزادی‌خواهی و مخالفت با حکومت استبدادی و مشروطه‌خواهی در ایران جریان داشت و سیاست دولت بریتانیا، سکوت در برابر وقایع بود، ادوارد براون با دعوت از ایرانیانی که از تعدیات حکومت استبدادی به کشورهای اروپایی پناه جسته بودند و با شرکت گروهی از رجال آزادی‌خواه و انسان‌دوست انگلستان، انجمنی به نام «کمیته ایران» برپا کرد و با مقالات و سخنرانی‌های خود، به انتقاد از تجاوزات و اقدامات ستمگرانه روس‌ها و تقبیح روش سازشکارانه انگلستان پرداخت و با تأثیرگذاری بر افکار عمومی و جلب نظر و توجه عناصر مؤثر در مجلس عوام بریتانیا، دولت بریتانیا را تحت فشار قرار داد تا در سیاست خود با روس‌ها و در روشی که نسبت به ایران در پیش گرفته بود تجدیدنظر کند. کوشش‌های براون و یاران و همفکران او برای دخالت در امور ملت ایران در مشروطه‌خواهان تأثیراتی داشت. برخی از آثار وی که برای شناساندن ایران نو و اوضاع و احوال سیاسی و اجتماعی آن نوشته‌است شامل: شرح مختصری از وقایع ایران، بحران دسامبر ۱۹۱۱ ایران، انقلاب ۱۹۰۵–۱۹۰۹ ایران، مطبوعات و شعر جدید در ایران، حکومت وحشت در تبریز، و نهضت مشروطه ایران هستند. آثار براون در موضوعات و مسائل سیاسی و اجتماعی ایران دارای اهمیت تاریخی بسیار است و از اسناد و منابع مهم تحقیقی این دوره از تاریخ ایران به‌شمار می‌رود.
به ادعای اسماعیل رائین او همان کسی است که برخی مشروطه‌خواهان ایران از او در داخل کشور و همچنین در انگلستان الهام می‌گرفتند و به تصدیق و تأیید مشروطه‌خواهانی که با انگلیسی‌ها مرتبط بودند وی همواره در جراید کشور و به وسیله دوستان خویش در پارلمان از آن‌ها طرفداری می‌کرد و حتی می‌توان گفت ایشان را اداره می‌نمود.
پژوهش‌ها و نوشته‌های ارزشمند براون در تاریخ ادبیات و نظم و نثر فارسی و تصحیح و نشر متون کهن به روش علمی و انتقادی تازه از خدمات او بوده است. تاریخ ادبی ایران در چهار جلد تا سال‌ها مفصّل‌ترین و جامع‌ترین نوشته در این زمینه به زبان‌های اروپایی بود. شمار آثار بزرگ ادوارد براون، اعم از نوشته و برگردان کتاب‌های فارسی، ۱۸ مجلد است. افزون بر این‌ها، براون ۳۲ رساله متوسط یا کوچک و ۱۳ دیباچه به زبان انگلیسی بر کتب فارسی یا عربی دیگران نوشت.

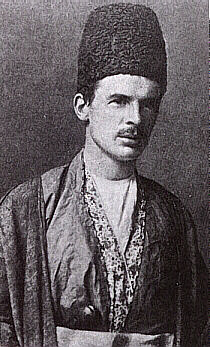
تصویری از ادوارد براون در جوانی

ادوارد براون در سال ۱۹۰۳ به عضویت فرهنگستان بریتانیا و در ۱۹۱۱ به عضویت کالج سلطنتی پزشکی پذیرفته شد و در ۱۹۲۲ نیز به نیابت ریاست انجمن سلطنتی آسیایی بریتانیای کبیر و ایرلند منصوب شد. در جشن شصتمین سال زندگانی او در ۱۹۲۲، دوستان و دوستاران ایرانی هدایایی برای او فرستادند و جامعه شرق‌شناسی اروپا با انتشار مجموعه مقالاتی از خدمات او قدرشناسی کردند.
بنا به گزارش مورگان شوستر مطالعه کتاب انقلاب ادوارد براون در پاسخ مثبت او به درخواست حکومت ایران برای کمک به امور مالی دولت وقت تاثیر زیادی داشته است.

## بیماری و درگذشت
ادوارد براون در نوامبر ۱۹۲۴ دچار سکته قلبی شد و در ۵ ژانویه ۱۹۲۶ در سن ۶۴ سالگی در نزدیکی کمبریج درگذشت. همسرش، آلیس نیز در ژوئن ۱۹۲۵ از دنیا رفته بود. کتاب‌های او به کتابخانه دانشگاه کمبریج منتقل شد. تندیسی از او در سال ۱۳۱۷ خورشیدی در کتابخانه دانشسرای عالی تهران نصب شد و یکی از خیابان‌های نزدیک دانشگاه تهران در سال ۱۳۳۴ به نام او نام‌گذاری شد. شرح احوال ادوارد براون را ادوارد دنیسن راس در مقدمه‌ای بر طبع‌های اخیر کتاب یک سال در میان ایرانیان، رینولد نیکلسون در مقدمه فهرست نسخه‌های خطی متعلق به ادوارد براون و آرتور آربری در «مقالات خاورشناسی» نوشته‌اند.
بعد از مرگ او در منطقه ۶ تهران خیابان حد فاصل شانزده آذر و کارگر را به نام او گذاشتند.

## تاثیر در اندیشه‌های مذهبی و فرقه‌های دینی
براون به موضوعات دینی و اجتماعی و جریان‌های فکری و اعتقادی توجه خاص داشت، و از همان آغاز مطالعات ایرانی و اسلامی خود، چندین مقاله دربارهٔ باطنیه (اسماعیلیه)، حروفیه و شیخیه در جراید علمی اروپا منتشر ساخت. از میانه سده ۱۹ میلادی درگیری فرقه‌های بابیه و بهائیه و ازلیّه با یکدیگر از یک سو با حکومت مرکزی و مراجع دینی و اکثریت جامعه از سوی دیگر، به صورت جریانی گسترده و پرآشوب درآمده و فضای فکری و سیاسی ایران را فراگرفته بود. کتاب معروف ادیان و فلسفه‌ها و آسیای مرکزی نوشته آرتور دو گوبینو باعث جلب توجه براون به این موضوع شد. براون طی چند سفر به استانبول، قبرس، و فلسطین، و دیدار با سران بابیه و بهائیه، چون میرزا یحیی صبح ازل و میرزا حسینعلی معروف به بهاءالله و برخی دیگر از منتسبان به این فرقه‌ها به گردآوری و نشر نوشته‌های آنان پرداخت. در سال ۱۹۱۰ براون کتاب نقطةالکاف میرزا جانی کاشانی را که نسخه منحصربه‌فرد آن در کتابخانه ملی فرانسه به دست او افتاده بود با مقدمه‌ای به نفع ازلی‌ها و به زیان بهایی‌ها انتشار داد.
او سرشناس‌ترین شرق‌شناس انگلیسی بود که بسیاری از کتب و مقالاتش را در مورد مذهب بابی و بهایی نوشته‌است.
محمد عبدالله آل آهاری در مقدمه کتاب فراخوان کامل به بهشت بیان می‌نویسد:
گر چه او متمایل به سمت ازلی‌ها شده بود، بسیاری از بهائیان (از جمله موژان مؤمن) اظهار داشتند که او بسیاری از ثبت‌های تاریخ را که ممکن بود گم و نابود شوند را حفظ کرد. مصاحبه‌های او با «هاء» و صبح ازل در بین ارزش‌های دست اول غرب در مورد این رهبران نخستین بابی (بعداً «بیانی» نامیده شدند) و بهایی، قرار گرفته‌است. نوشته‌های او بسیاری از نویسنده‌های موضوعات بابی، ازلی و بهائی مثل آگوست استن استرندز را تحت تأثیر قرار داده‌است. او همچنین کتاب نقطةالکاف را در حمایت از موقعیت ازلی ترجمه کرد.

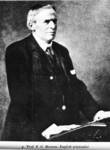
تصویری از ادروارد براون در کهن‌سالی

ادوارد براون ابیات زیر را که طاهره قرةالعین در بشارت طلوع صبح ازل سروده در کتاب مواد تحقیق در مذهب بابیه درج و قسمتی از اصل دست خط را نیز گراور نموده‌است:
| به خلق جهان ساقیا دِه نوید      |  | که شد شام غم صبح عشرت رسید   |
| به غم دیدگان دِه تو جام صفا     |  | به عشاق دل‌خسته بر زن صلا     |
| که عین ظهور ازل آمده           |  | جمال خدایی هویدا شده         |
| به این مژده گر جان فشانم رواست |  | از این مژده خوش وقت رب علاست |

تا آنجا که می‌گوید:
| چو نور جمال تو آمد عیان     |  | ثمر خواندت از لطف رب بیان |
| مراد از شجر نیست غیر از ثمر |  | شجر از ثمر می‌شود جلوه‌گر   |
| بیان از تو تکمیل گردیده شد  |  | همه سر پنهان حق دیده شد   |

## سروده‌ای از او به زبان پارسی
ادوارد براون در کتاب تاریخ ادبیات ایران می‌نویسد: «تضمینی که اکنون نقل می‌کنم یکی از اشعار معدودی است که مؤلف این کتاب به فارسی سروده و آن به خواهش دوستی که به بانویی جوان به نام مِی (May) دل بسته بود انشا شده‌است.» شیخ سعدی شیرازی در گلستان فرماید:
| مست می بیدار گردد نیم شب |  | مست ساقی روز محشر بامداد |

و من از این شعر تضمین زیر را ساختم:
| «مست می بیدار گردد نیم‌شب» فرمود شیخ   |  | این اگرچه قول شیخ است، نیست جای اعتماد |
| من می‌ای دانم که هر گه مستِ آن گردد کسی |  | سر ز مستی بر ندارد روز محشر بامداد     |

که در آن، علاوه بر تضمین و جناس تام (در کلمهٔ «می»)، اغراق نیز آمده‌است.

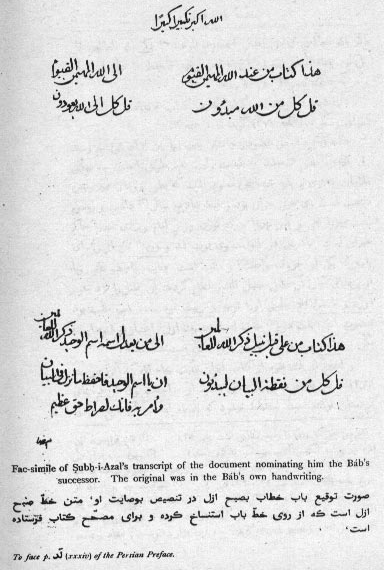
نمونه دست خط عربی ادوارد براون

## آثار
تاریخ ادبیات ایران به انگلیسی نوشته شده و در ۴ جلد و با تلاش کسانی چون رشید یاسمی به فارسی ترجمه شده‌است:
- تاریخ ادبی ایران
  - جلد نخست: از قدیم‌ترین روزگار تا زمان فردوسی[۹]
  - جلد دوم، نیمهٔ نخست: از فردوسی تا سعدی
  - جلد دوم، نیمهٔ دوم: از فردوسی تا سعدی
  - جلد سوم، از سعدی تا جامی
  - جلد چهارم، از صفویه تا مشروطیت
- نهضت مشروطه ایران
- شرح مختصری از وقایع ایران
- بحران دسامبر ۱۹۱۱ ایران
- انقلاب ۱۹۰۵–۱۹۰۹ ایران
- مطبوعات و شعر جدید در ایران
- حکومت وحشت در تبریز
- نامه‌هائی از تبریز
- تصحیح تذکرة الشعراء دولتشاه سمرقندی در ۱۹۱۰
- تصحیح لباب‌الالباب محمد عوفی (با همکاری محمد قزوینی)، دو جلد، در ۱۹۰۳ و ۱۹۰۶
- ترجمهٔ خلاصهٔ تاریخ طبرستان ابن اسفندیار در ۱۹۰۵
- ترجمهٔ تاریخ گزیدهٔ حمدالله مستوفی، دو جلد، در ۱۹۱۰ و ۱۹۱۳
- ترجمهٔ چهار مقالهٔ نظامی عروضی در ۱۹۲۱
- تاریخ طب اسلامی
- یک سال در میان ایرانیان (سفرنامه)